# ワダンノキ
ワダンノキ（海菜木、学名: Dendrocacalia crepidifolia）は、キク科ワダンノキ属に属する常緑の小高木である。なおワダンノキ属は単形であり、小笠原諸島の固有属かつ固有種で、木本化したキク科植物である。東アジア産のキク科の木本としては最も大きく生長する。
安部公房の短編小説『デンドロカカリヤ』に登場することでも知られる。

## 分布と形態
小笠原諸島の固有種で、母島のほか向島・姪島に分布する。戦前には聟島にも分布していたという報告があるが、1968年の返還後の調査では確認されておらず、野生化したヤギの影響で絶滅したものと考えられている。
日本産のキク科植物としては珍しい木本植物である。常緑樹で、大きいものは樹高3 - 5メートル、幹の直径は10センチメートル以上に達し、群生する。小笠原諸島産の木本化したキク科植物には、他にアゼトウナ属のヘラナレンとユズリハワダンがあるが、いずれも樹高は1メートル程度である。東アジア産のキク科植物で、このように大きな樹木となるものは本種以外には知られていない。上部でよく分枝する。樹皮は灰白色で、縦に裂け目が多くできる。
母島の標高300メートル以上の雲霧帯に自生する。大きく成長するものは稜線上の草地や疎林地林縁に生育するもののみで、樹林地内では大きく成長しない。なお、向島や姪島では、やや湿性な所にも生えていることが報告されている。
葉は長楕円形で互生し、葉柄は長い。花期は11月下旬 - 12月上旬。枝先付近の葉腋から平たい散房状円錐花序を出し、多数の淡紅紫色の頭花をつける。1個の頭花は長さ10ミリメートル弱、幅2ミリメートルあまりで、通常、5個の筒状花冠からなる。翌年の1月 - 2月に円柱状の痩果が熟する。従来、雌雄異株で、雌株ではおしべが退化して花粉が形成されないとされてきたが、小花がすべて稔るところから、雄性花とみなされているものは両性花で、実際には両性花と雌性花からなる雌性両全性の植物ではないか、とする指摘が出されている。
発芽直後は草本植物そっくりで、緑色の太く柔らかい茎に大型の葉をつける。草本的な祖先種が、洋島である小笠原群島に定着したあとに木本化し、また雌雄異株化したものと考えられている。しかし、正確な類縁関係は明らかになっていない。

## 名称
1915年、中井猛之進がキク科 Cacalia （コウモリソウ）属の新種 C. crepidifolia として記載し、和名を「ニガナノキ」とした。中井は当初、 Dendrocacalia 属を新設し、この属に本種と、同じく小笠原固有の木本性キク科植物として新記載したユズリハギクを含めることを考慮したが、この両種は花の色が白く、花の構造が Cacalia 属に一致すること、南米産の Cacalia 属には木本性のものもあることから、この2種を Cacalia 属 Dendrocacalia 節に分類した。なお、ユズリハギク（Cacalia ameristophylla）は、のち、1920年に中井自身によってアゼトウナ属に移され、ユズリハワダン（Crepidiastrum ameristophyllum）と改名されている。
その後、中井は1928年の論文で、あらためてワダンノキ属（Dendrocacalia）を新設、本種を D. crepidifolia として記載し直し、和名を「ワダンノキ」と改めた。津山尚は中井による命名を正式ではないものと考え、1936年の論文であらためて記載し直している。そのため、命名者表記を (Nakai) Nakai ex Tuyama 1936 等とする文献もあるが、豊田武司は、命名規約上は中井の1928年の論文が正式発表であり、 ex Tuyama をつける必要はないと指摘している。
属名 Dendrocacalia は「木（dendron）になるコウモリソウ（Cacalia）」の意であり、種小名 crepidifolia は、「クレピス（フタマタタンポポ）属（Crepis）に似た葉（-folia）の」の意である。実際にはクレピス属の葉にはあまり似ていないが、命名者である中井が、半ば直感的に類縁を推察してつけた名だという。
和名ワダンノキはワダンに外見が似ていることに由来する。ただし、ワダンは同じキク科ではあるがキクニガナ亜科キクニガナ連アゼトウナ属に分類されており、本種とは別系統である。

## 保全状況評価
絶滅危惧II類 (VU)（環境省レッドリスト）

## ワダンノキの登場する作品
安部公房『デンドロカカリヤ』
短編小説。初出『表現』（角川書店）1949年8月号。1952年に『安部公房創作集 飢えた皮膚』（書肆ユリイカ）に再録された際に全面改稿されており、以後の版は改稿版に拠っている。新潮社版『安部公房全集』では、初出版は第2巻、改稿版は第3巻に、それぞれ別作品として収録されている。
作中では和名は登場せず、学名の「デンドロカカリヤ・クレピディフォリヤ」が用いられている。主人公の「コモン君」が、都会の街中で「草とも木ともつかぬ奇妙な植物」に変身してしまう病気にかかってしまい、「K植物園」の園長に「デンドロカカリヤさん」と呼ばれて追い回されたあげく、ついには植物園に収容されてしまう、という幻想的な変身譚である。本種が本来は母島列島産であることは、作中でも明言されている。
塚谷裕一は、「木とも草ともつかぬ」という描写、葉の形が「菊の葉に似ていた」という描写や、安部が執筆当時住んでいた東京都文京区茗荷谷の近くに小石川植物園があり、当時実際に同園では本種が栽培されていたことから、安部は同園で栽培されていた本種の幼木を実見したのではないか、と推測している。